# Orthochirus iraqus
Espèce
Orthochirus iraqus est une espèce de scorpions de la famille des Buthidae.

## Distribution
Cette espèce est endémique d'Irak. Elle se rencontre dans la province d'An-Najaf et de Dhi Qar.

## Description
Le mâle holotype mesure 23,4 mm et la femelle paratype 30,2 mm.

## Étymologie
Son nom d'espèce lui a été donné en référence au lieu de sa découverte, l'Irak.

## Publication originale
- Kovařík, 2004 : « Revision and taxonomic position of genera Afghanorthochirus Lourenço & Vachon, Baloorthochirus Kovařík, Butheolus Simon, Nanobuthus Pocock, Orthochiroides Kovařík, Pakistanorthochirus Lourenço, and Asian Orthochirus Karsch, with descriptions of twelve new species (Scorpiones, Buthidae). » Euscorpius, no 16, p. 1-32 (texte intégral).